# Norbert Jacquet
Pour les articles homonymes, voir Jacquet.
 (novembre 2012).
Améliorez-le ou discutez des points à vérifier. 
 (novembre 2012).
Norbert Jacquet, né le 25 janvier 1950 à Paris, est un ex-pilote de ligne de Boeing 747 à Air France et lanceur d'alerte qui fut révoqué après avoir pris une position qui contestait la version officielle du crash d'Habsheim impliquant le nouvel Airbus A320 d'Air France, le 26 juin 1988. 

## Biographie
Il avait créé à l'époque un syndicat indépendant du Syndicat national des pilotes de ligne (SNPL), pour rendre plus transparent le déroulement de l'enquête : le Syndicat des pilotes de ligne d'Air France (SPLAF). Il mettra en cause la conception et la certification de l'A320. Suspendu de vol par l'État un mois après l'accident de Habsheim, il sera déclaré inapte pour raisons psychiatriques par la Direction générale de l'aviation civile deux mois après le crash, en septembre 1988, alors même que tous les psychiatres consultés, y compris ceux qui lui ont été imposés, ont conclu à l'absence de troubles. En avril 1989, Air France, invoquant son inaptitude à exercer sa profession, lui signifiera une rupture du contrat de travail du fait du salarié. Aucune indemnité ne lui a été versée en dépit de deux jours de grève des pilotes d'Air France déclenchés en 1992 par le syndicat majoritaire SNPL à la suite d'un changement d'équipes et de politique à la direction de ce syndicat. 
Malgré les emprisonnements sans cause (détentions provisoires qui se sont systématiquement conclues par des non-lieux ou des abandons de poursuites)[réf. nécessaire], les psychiatres ont confirmé ultérieurement sa bonne santé mentale, soulignant même parfois son équilibre psychique face aux agressions subies.
Le 2 mai 1989, il participe, sur TF1, à l'émission Ciel, mon mardi !, animée par Christophe Dechavanne.
Il a écrit en 1994 (après l'accident du mont Saint-Odile) un livre sur son histoire, Airbus, L'assassin habite à l'Élysée. En 2004, il a créé un site Web pour dénoncer ce qu'il appelle un « mensonge d'État ».
Dans un documentaire diffusé le 30 mai 2010 sur la deuxième chaîne de télévision belge, Norbert Jacquet parle de nouveau de mensonge d'état au sujet de la catastrophe de l'Airbus d'Air France du vol AF447 Rio-Paris.
Selon lui, des informations capitales concernant la sécurité de l'avion avaient été cachées. D'autre part, la position exacte des boîtes noires de l'appareil était, selon lui, connue très rapidement après l'accident.
En octobre 2012, Norbert Jacquet a été condamné à trois mois de prison ferme et 2 000 euros d'amende pour négationnisme et diffamation (la loi obligeant à accorder un droit de réponse à toute personne citée, ce droit est octroyé sous forme d'un lien vers une page du site du condamné).
Un incident/accident survenu le 18 novembre 2012 sur un Airbus 330 d'Eva Air et mettant une nouvelle fois en cause les commandes de vol et un communiqué sur les commandes de vol émanant du SNPL, syndicat majoritaire des pilotes de ligne français, qui précise « Une nouvelle fois, la 'philosophie' d'Airbus dont les protections du domaine de vol prennent l'ascendant sur les ordres des pilotes est prise en défaut » et « Il devient de plus en plus évident qu'une solution pour que les pilotes puissent rester maîtres de leur avion en toute circonstance doit être trouvée ».
Après le crash en Indonésie du vol 610 Lion Air opéré par un Boeing 737 MAX le 29 octobre 2018 des spécialistes ont exprimé leur inquiétude hors de France, soulevant progressivement durant les deux mois qui ont suivi cet accident les mêmes interrogations que celles développées par Norbert Jacquet depuis les années 1980,,,.
Au début février 2019, Jean Pinet, qui « fait partie de ceux qui ont écrit la doctrine d'Airbus », a reconnu devant un « aréopage de professionnels de l'aéronautique » l'erreur commise il y a 40 ans.

## Théories
Pour Norbert Jacquet, l'Airbus A320 souffre d'un défaut d'excès d'assistance au pilotage. Il accuse ce fait d'être responsable des accidents suivants :
- le crash d'Habsheim en 1988 ;
- le Vol Indian Airlines 605 en 1990[16] ;
- le crash du mont Sainte-Odile en 1992.

## Publications
- Airbus : l'assassin habite à l'Élysée, Première Ligne, distributeur Distique, 1994  (ISBN 978-2841440092) Texte en ligne.